# Lista orașelor din Armenia
Aceasta este o listă a orașelor din Armenia.
- Abovyan
- Agarak
- Akhtala
- Alaverdi
- Aparan
- Ararat
- Armavir
- Artashat
- Artsvashen
- Artik
- Ashtarak
- Berd
- Byureghavan
- Chambarak
- Charentsavan
- Dastakert
- Dilijan
- Echmiadzin (capitala religioasă)
- Gavar
- Goris
- Gyumri (Alexandropol sau Leninakan)
- Hrazdan
- Ijevan
- Jermuk
- Kajaran
- Kapan
- Maralik
- Martuni
- Masis
- Meghri
- Metsamor
- Noyemberyan
- Nor Hachn
- Odzun
- Sevan
- Shamlugh
- Sisian
- Spitak
- Stepanavan
- Talin
- Tashir
- Tsakhkadzor
- Tumanyan
- Vanadzor (Karaklis sau Kirovakan)
- Vardenis
- Vayk
- Vedi
- Yeghegnadzor
- Yeghvard
- Yerevan (capitala)
- Zvartnots